# Maria Padilha (entidade)

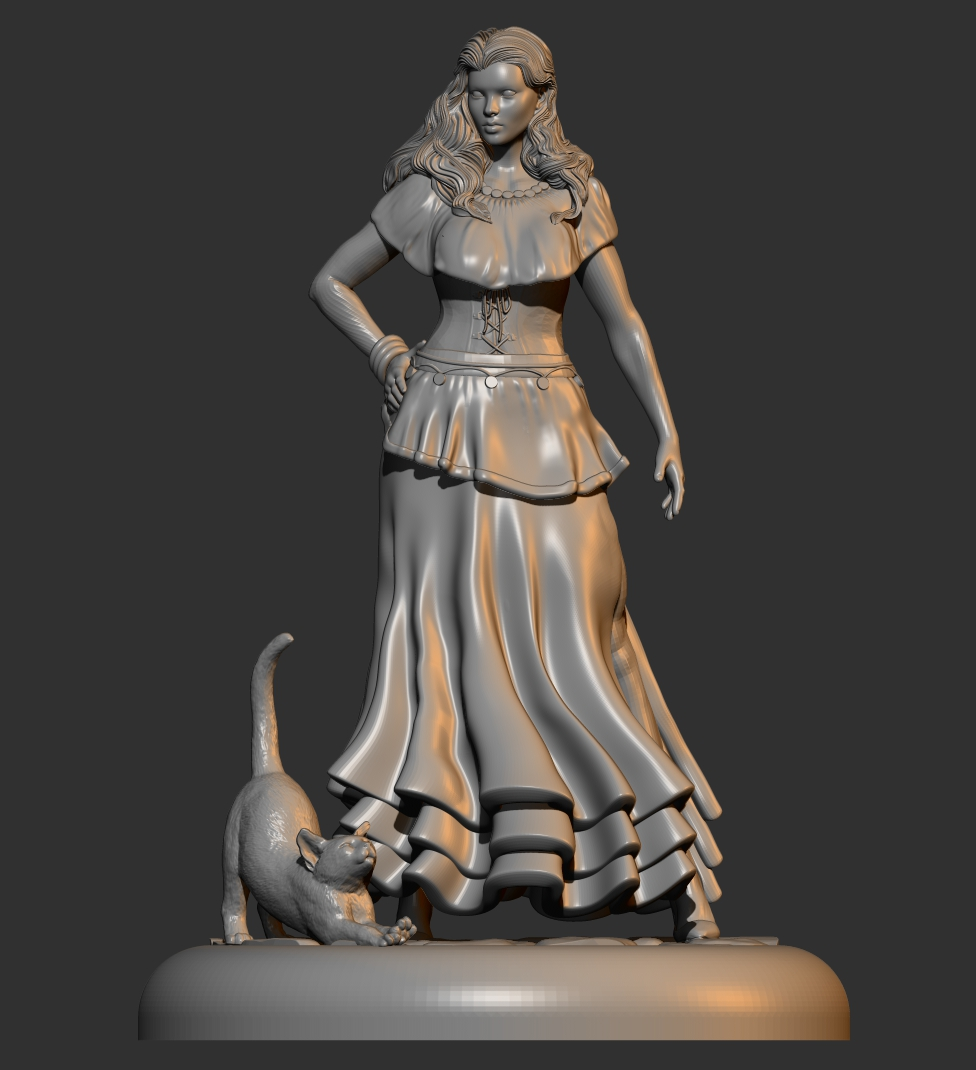
Escultura de Maria Padilha

Maria Padilha, também conhecida por dama da madrugada, rainha da encruzilhada, senhora da magia, é uma falange ou agrupamento de Pombajira ou inzilas (em quimbundo: pambu ia-njila; lit. "encruzilhada") pertencente ao sincretismo das religiões afro-brasileiras Umbanda e Quimbanda.
O arquétipo da falange teria sido inspirada na Maria de Padilla, amante do rei de Castela.

## História
Em 1334, na cidade espanhola de Sevilha (na província homônima), uma mulher (influente cortesã ou prostituta grã-fina) que determinou o destino de uma corte europeia. Dona Maria Padilla, de amante à rainha, influenciou o rei Dom Pedro I de Castela (1334–1369) nas mais importantes decisões, como no modo de governo e na negociação de seu casamento com Branca de Bourbon, visando uma aliança com a França.
Após um ano de falecimento de Maria Padilla, o rei nunca se conformou com sua morte prematura e, diante de todos os nobres da corte de Sevilha, declarou que esta foi a sua única e verdadeira esposa.

## Oferendas
Entre as oferendas mais comuns para esta falange estão: padê de farofa com dendê, champanhe, cigarros, brincos, pulseiras, colares e velas, além de rosas vermelhas. Suas cores preferidas geralmente são o vermelho e o preto.

## Sub-falanges
Entre as diversas sub-falanges estão:
- Maria Padilha do Cruzeiro das Almas - Linha de Omolu-Obaluaê/Iansã[5]
- Maria Padilha da Encruzilhada - Linha de Ogum[5]
- Maria Padilha do Cemitério - Linha de Omolu-Obaluaê[5]
- Maria Padilha da Calunga - Linha de Oxum/Iemanjá[5]
- Maria Padilha das Sete Catacumbas / Sete Tumbas - Linha de Omolu-Obaluaê[5]
- Maria Padilha da Navalha - Linha de Oxum[5]
- Maria Padilha das Sete Saias  - Linha de Oxum[5]

Na cidade brasileira de Teresina (Piauí), existe desde o início do século XXI uma tradicional festa em homenagem à entidade, comandada pelo pai de santo Tony de Iemanjá.
Em 2016, durante o ensaio técnico da Acadêmicos do Salgueiro, entre os preparativos para o carnaval, a atriz Viviane Araújo, rainha de bateria da escola de samba, se vestiu como Maria Padilha, causando muita repercussão e alguns episódios de intolerância religiosa nas redes sociais.